# Dialeto trentino

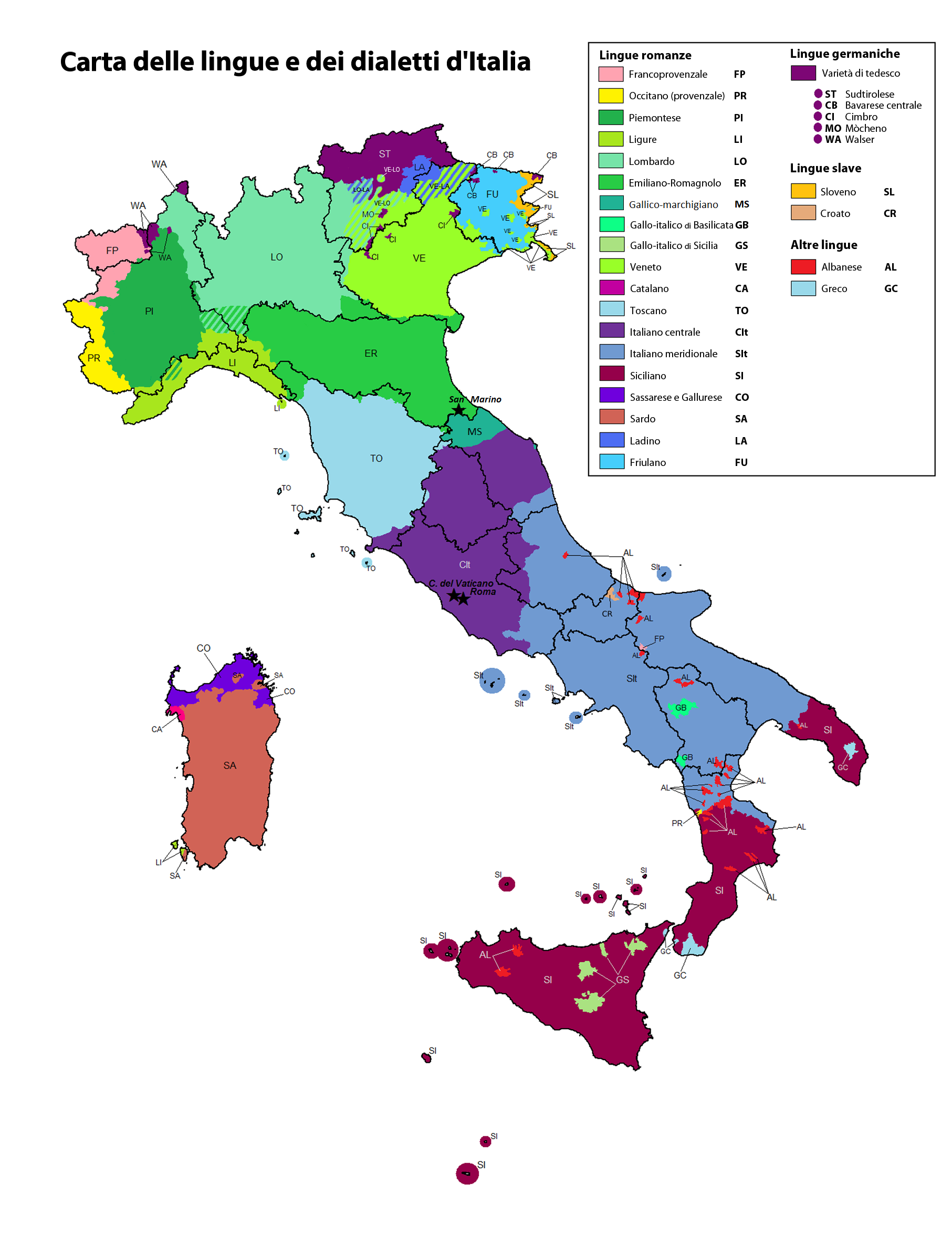
Dialetos falados na Itália: em Trentino Veneto e o Lombardo se encontram, também há áreas de língua ladina e alemã.

Os dialetos trentinos são línguas românicas originadas da transição entre a língua lombarda e o vêneto, com influências da língua ladina-dolomítica e do alemão. São difundidas no Trentino, na região da Bassa Atesina, na província de Bolzano, na vila de Štivor na Bósnia, no Vale do Itajaí, em Santa Catarina e em colônias de Piracicaba, no interior de São Paulo.
Desde julho de 2020, através da Lei Ordinária Nº 2156, o município catarinense de Rodeio tem como cooficial o dialeto trentino junto à língua portuguesa.

## História
A históra dos dialetos trentinos está ligada à estratificação de eventos históricos e como os territórios vizinhos sofreram diferentes influências ao longo dos séculos. A paleontologia, graças às pesquisas sobre as estações neolíticas, estabelece contatos evidentes entre os objetos de bronze e argila descobertos no vale do Pó, cujos primeiros habitantes de nosso país eram de origem reto-etrusca: as condições étnicas de Trentino geralmente coincidiam com as das regiões vizinhas do oeste e do sul da Itália. O segundo elemento étnico anterior à romanização do país são os cenomaníacos, cuja colonização se estendeu por todo o oeste do Trentino.
Os primeiros contatos com os romanos datam do Século II a.C., enquanto em 49 a.C. o Tridentum foi edificado como câmara municipal, enquanto a romanização dos vales, ligada ao desenvolvimento da rede viária romana, ocorreu entre os séculos I e II dC. A criação dos municípios ajuda a explicar a formação das diferentes variedades dialectais trentinas: grande parte da actual província do Trentino foi atribuída ao município tridentino (atribuído à tribo Papiria); as Valsugana até Pergine pertenciam ao município de Feltre (atribuído à tribo Menenia); a parte sul de Vallagarina pertencia à de Verona (atribuída à tribo Publilia); para Brescia (atribuída à tribo Fabia) os territórios Giudicarie, Garda e Valle del Chiese. A subdivisão dos principais grupos dialetais (dialetos centrais, orientais, ocidentais, meridionais) repropõe a subdivisão do que foram as circunscrições romanas antigas e as eclesiásticas posteriores.

## Distribuição geográfica
Excluindo os oásis de língua alemã das línguas Mochena e Cimbriana e as áreas de língua Ladin, a área de Trentino é amplamente dividida em três grandes áreas dialetológicas: a ocidental, pertencente ao sistema galo-italiano caracterizado por fortes influências do dialeto lombardo oriental, o oriental, ao invés disso, caracterizado por um dialeto puramente veneziano, e o central, que mais uma vez se assemelha aos vales ocidentais, hoje em avançado estágio de venezianização.
A rigor, é o grupo central que pode ser definido como o dialeto trentino por excelência, como também é falado na cidade de Trento; além disso, os outros dois grupos (ocidental e oriental) pertencem sem interrupção às continuidades linguísticas lombardas e venezianas, embora até mesmo o grupo central, apesar de suas peculiaridades evidentes, por razões morfológicas e lexicais possa ser rastreada até o sistema linguístico veneziano em vez de galloitalico ao qual Lombard também pertence.
Do ponto de vista dialetal, o Basso Sarca, o Val d'Adige até a fronteira lingüística, Cembra, Baselga di Pinè e Bedollo pertencem ao Trentino central, assim como as aldeias que formam o planalto Pinè, Perginese, Folgaria e Lavarone, Vallarsa e Terragnolo, o Cavedinese com Vezzano e Terlago, o Giudicarie ao lado do Durone. Desta grande área dialetal, entretanto, o Vale do Adige se ramifica abaixo dos Murazzi "porque o dialeto Lagarina tem características veronesas, [...] que se tornam ainda mais evidentes na parte inferior, tanto que eu definiria" - escreve Anzilotti - "o fala-se um dialeto trentino meridional, ou seja, em trânsito entre o Trentino central e o veronês, às vezes mais perto disso do que daquilo ".
O estudioso dos dialetos trentinos Bruno Groff identificou pelo menos 400 palavras de origem alemã, fruto da pertença secular austríaca e também do contato generalizado com as populações de língua alemã comuns a muitas áreas alpinas. Algumas palavras derivam diretamente do alemão, outras do alemão antigo e médio, outras do gótico ou tirolês. As mais conhecidas dessas palavras são talvez os nomes canederli (do alemão Knödel, var. Knöderl), sgnàpa (grappa, do alemão Schnaps), matèla (do tirolês alemão Madel), Scizzeri ou Sizzeri (indicando o tirolês bersaglieri, do German Schützen), prosac (mochila, do alemão austríaco Prosách).

## Gramática

### Conjugação
Existem três conjugações em dialetos Trentino: -ar, -er, -ir. Como todas as línguas faladas, os dialetos trentinos possuem verbos irregulares como: dir (dizer), bever (beber) etc.
Estas são as declinações regulares do presente indicativo ativo:
| *magnar (comer)                                | *meter (colocar)             | *sentir (sentir)                  | *èser (ser)          | aver (ter)                           |
| ---------------------------------------------- | ---------------------------- | --------------------------------- | -------------------- | ------------------------------------ |
| mi magno                                       | mi méto                      | mi sènto                          | mi son/sont          | mi gh'ho                             |
| ti te magni/magne                              | ti te méti/méte              | ti te sènti/sénte                 | ti te séi/sé         | ti te gh'hai/gh'è                    |
| lu/elo 'l magna                                | lu/elo 'l méte               | lu/elo 'l sènte                   | lu/elo 'l èi/l'è     | lu/elo 'l gh'ha                      |
| ela la magna                                   | ela la méte                  | ela la sènte                      | ela la è             | ela la gh'ha                         |
| noi magnan/magnam/magnen/magnem/magnémo/magnón | noi métén/métém/metémo/metón | noi sentìn/sentìm/sentìmo/sentión | noi sén/sém/sémo/són | noi gh'aven/gh'avem/gh'avémo/gh'avón |
| voi/voe magnè/magnà/magnào                     | voi/voe meté/metéo           | voi/voe sentì/sentìo              | voi/voe sé/séo       | voi/voe gh'avé/gh'avéo               |
| lori i magna                                   | lori i méte                  | lori i sènte/sénte                | lori i é             | lori i gh'ha                         |
| lore le magna                                  | lore le méte                 | lore le sènte/sénte               | lore le é            | lore le gh'ha                        |

Na segunda e terceira pessoa do singular e na terceira pessoa do plural, ao lado do pronome (muitas vezes não expresso) há uma partícula: ti te; lu/el/elo 'l, ela la; lori i, lore le. Freqüentemente, a partícula é colocada entre o pronome e o verbo declinado, ou se não for expressa antes do verbo declinado (por exemplo, ti te magni o te magni; el 'l magna o 'l magna). No entanto, nas perguntas também é possível colocá-lo no final do verbo declinado (exemplo: Ti te magni? o Magnet?; Elo 'l magna? o Magnel?; Lori i léze? o Lézéi?). Em seguida está um exemplo com um verbo irregular como èser: Ti te sei? / Set?; El l'è? / Èlo?; Lori i è / Èi? Essas partículas serão tratadas neste texto com o nome de partículas da segunda e terceira pessoa.

### Partículas pronominais
Para descrever como as partículas pronominais funcionam, conjugamos o verbo ciamarse (chamar):
Mi me ciamo

Ti te ciami

El se ciama

Noi ne ciamén

Voi ve ciamé

Lori i se ciama

## Terminações
As terminações dos substantivos são diferentes; estes são os principais:
- -l, por exemplo: cunèl (coelho), cortèl (faca) com plural em I em vez de L, cunèi, cortèi;
- em várias consoantes: alber (árvore), cagn (cachorro) com a adição no plural de i: alberi, cagni;
- para substantivos terminados em vogais, o plural é como no italiano, por exemplo: gata torna-se gate.

## Exemplos
Alguns exemplos podem ser úteis para melhor identificar a variedade linguística dos diversos dialetos trentinos, também tendo em vista a subdivisão em macro áreas linguísticas existentes.

### Frases comuns
| Italiano         | Dialeto da cidade de Trento       | Dialeto cembrano                | Dialeto valsuganoto oriental | Dialeto de Val Rendena | Dialeto de Val di Fiemme |
| ---------------- | --------------------------------- | ------------------------------- | ---------------------------- | ---------------------- | ------------------------ |
| Come ti chiami?  | Come te ciamet?\Come te te ciami? | Come te ciames?\Che gas en nom? | Come te ciamitu?             | Cumi ti ciamat?        | Come te ciames?          |
| Quanti anni hai? | Quanti ani gat?                   | Quanti ani gas?                 | Quanti ani ghetu?            | Quanc' ain ghet?       | Quanti ain as?           |
| Vado a casa.     | Vago/Vo a ca.                     | Von a cà.                       | Vo a casa.                   | Vu a cà.               | Vaghe a casa             |
| Sono di Trento.  | Son de Trènt                      | Son da Trent.                   | Son de Trènto.               | Su da Trent.           | Son da Trent             |
| Dove abiti?      | En do abitet?                     | 'N do abites?                   | 'N do abititu?               | 'N du abitat?          | Onde abites?             |

### Uma passagem doconto de fadas"O corvo e a raposa", deEsopo
Português
A raposa ainda estava com fome quando viu um corvo com um pedaço de queijo no bico. "Eu gostaria daquele pedaço ali", ela pensa consigo mesma, e então diz para o corvo: "Como você é lindo! Se sua canção é tão fascinante quanto sua aparência, você com certeza é o mais lindo de todos os pássaros!
Italiano
La volpe era ancora affamata quando vide un corvo con un pezzetto di formaggio nel becco. "Quel pezzo lì mi piacerebbe", pensa fra di lei, e poi dice al corvo: "Che bello che sei! Se il tuo canto è tanto affascinante quanto il tuo aspetto, di sicuro sei il più bello di tutti gli uccelli!
Dialeto da cidade de Trento
La volp l'èra ancor famada, quan che la vede en corf con en toch de formai en tel bech. "Quel lì el me saveria bon", la pensa tra de ela, e la ghe dis al corf: "Che bel che te sei! Se 'l to cantar l'è sì bel come la to cera, de sigur te sei el pù bel de tüti i osei!"
Dialeto rural (Valle dell'Adige)
La bòlp l'èra sfamada. Nte che éla la ve en corf con en tòch de formài ntél bèch. "Chel li el 'l me saverìa bon", la gà pensa ndrà de éla, e la ghe diz al córf: "Che bèl che te séi! Se el to cantàr l'èi cossì bèl com la to aparénza, segur che te séi el pù bèl de tüti ei ozèi!"
Dialeto pinetano (Altopiano di Piné)
La bólp la era ancor famàda, 'n de quela (o 'n quan o quan) che la vede en còrf con en tòch de formài 'n del bèch. "Quel lì el me saverìa bon", la pensa 'n tra de ela, e pò la ghe dis al corf: "Che bel che te sei! Se 'l to cantar l'è cossì bel come 'l bel che te sei de fóra, de segùr che te sei el pù bel de tuti i osèi!"
Dialeto de Giovo (Val di Cembra)
La bolp l'èra de noo famàda, en te quela la vede en corvo con en tòch de formài en tel bèch. "Quel lì vè el me saverìa bon", la se pensa ntra de ela, e la ghe dis al corvo: "Che bel che ses! Se 'l to cantar l'è sì bel come che vardes for, de segur ses el pù bel de tuti i osei!"
Dialeto rural (Vallagarina)
La volp l'era ancora famàa, quan' che la vede en corf con en toch de formai en del béch. "Quel lì el me saveria bom", la pensa tra de ela, e la ghe dis al corf: "Che bel che te sei! Se 'l to cantar l'è cossita bel come la to cera, de sigur te sei el pù bel de tuti i osei!"
Dialeto trentino ocidental (Val Rendena)
La bulp l'era amú famada, quan ca la vicc in còrf cunt in tòch di furmài int al böch. "Cul lì al mi pararìa bon", l'ha pinsà tra di öla, e la ghi dis al corf: "Chi bèl ca ti sé! S'al tò cantàr a lé bèl cumi al tò vardàr fò bèn, di sicör ti sé al pu bèl di tucc gli usèi!"
Dialeto rural (Giudicarie)
La bolp l'èra famada. 'Nde quela la vede na grola cont en tòch de formài ntél bèch. "Quel lì el me saverìe bon", l'ha pensa ntrà de éla, e la ghe dis ala grola: "Che bela che te sé! Se l'to cantar l'è bel come che te varde fora, de sigur te sé el pu bèl de tuti i osèi!"
Valsuganoto oriental (Valsugana)
La bolpe l'èra slubià. Indana la vede en corvo con en tòco de formài ntél bèco. "Quel là el me savarìa bón", la pensa entro de ela, e la ghe dir al còrvo: "Che bèlo che te si! Se el to cantàr l'è cosìta bèlo come che te 'mpari fóra, de sicuro te sì el pù bèlo de tuti i usèi!"
Dialeto cavalesano  (baixa Val di Fiemme)
La volpe l'èra ancora famàda quànche la vede n'còrvo con en tòco de formàe tel bèco. "Quel là el me saverìa bòn, la pensa n'trà de ela, e la ghe dìs al corvo: Che bèl che ses ! Se l' tò cantàr lè bèl come che vàrdes fora, de segur ses l'pú bèl de tuti i oziei!"
Dialeto predazzano (alta val di Fiemme)
La volp l'èra ancora famàda cande la vede 'n còrf con en tòk de formài tel bèk. "Chel tok 'l me sàverie bòn", la pensa n'trà ela, e la ghe dìs al corf: "Che bèl che tes!  Se 'l tò cantàr l'è bèl come che te vàrdes fora, de segur tes 'l pú bèl de tuti i osei!"
Dialetto primierotto (Primiero)
La bolp la èra denòu famaða. Intant la vet en crò co 'n tòch de formài 'ntél bèch. "Quel là sì che 'l me saerìe bon", la pensa entre de éla, e la ghe dis al crò: "Che bèl che ti sé! Se 'l to cantàr el é sì bèl fà cuel che te se vet, de segur ti sé el pì bèl de tuti i ausèi!"